# Juan Mateos

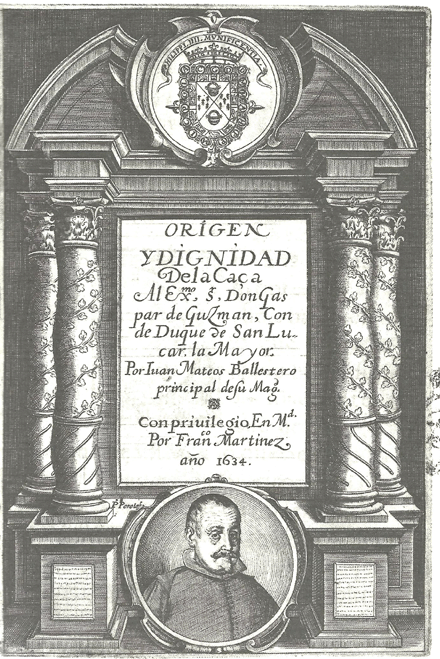
Portada de Origen y dignidad de la caza con el retrato del autor por Pedro Perete, Madrid, 1634, Biblioteca Nacional de España.

Juan Mateos (Villanueva del Fresno, c. 1575-Madrid, 15 de agosto de 1643), montero de a caballo y ballestero principal de Felipe IV, escribió Origen y dignidad de la caza (Madrid, 1634), tratado cinegético dedicado al conde-duque de Olivares en el que, según declaraba en su presentación, apoyándose en la experiencia se ocupaba únicamente de «lo que he hecho, y lo que he visto, y lo que he visto hazer».

## Biografía
Hijo de Gonzalo Mateos, ballestero mayor del marqués de Villanueva del Fresno, durante la estancia de la corte en Valladolid (1601-1606) Juan Mateos entró como ballestero y montero al servicio de Margarita de Austria, pasando a la muerte de esta (1611) al servicio de su esposo, Felipe III, como más tarde al de su hijo Felipe IV. Hizo testamento en Madrid junto con su esposa el 6 de julio de 1639. Por él consta que tenía una esclava, María, a la que «por lo mucho que la ha querido su mujer y lo bien que les ha servido» pedía a sus hijas que no la desamparasen. Además había recibido de Felipe IV la merced de una plaza de montero a caballo para una de sus nietas, por la que ya había pagado la media anata.
Murió en Madrid el 15 de agosto de 1643. Entre las propiedades inventariadas a su muerte figuraban dos retratos al óleo de cuerpo entero, uno de su mujer María Marquart y otro suyo, sin indicación del nombre del pintor y tasados en tan solo 100 reales.
La efigie de Juan Mateos se conoce por el retrato en busto grabado por Pedro Perete que aparece en el frontis de su Origen y dignidad de la caza, una de cuyas ilustraciones va firmada como inventor por Francisco Collantes. Basándose en ese grabado Carl Justi identificó con el montero mayor al modelo de un inacabado retrato de caballero cortado por debajo de la cintura, pintado por Velázquez hacia 1632 (Dresde, Gemäldegalerie Alte Meister), y también sería Juan Mateos, en opinión de Enriqueta Harris, uno de los personajes que con el conde-duque de Olivares y el ballestero mayor Alonso Martínez de Espinar asisten a La lección de equitación del príncipe Baltasar Carlos (Velázquez y taller, Londres, Colección del duque de Westminster).